# Platypalpus scambus
Platypalpus scambus är en tvåvingeart som först beskrevs av Collin 1928.  Platypalpus scambus ingår i släktet Platypalpus och familjen puckeldansflugor. Inga underarter finns listade i Catalogue of Life.